# Zombieland: Double Tap
Zombieland: Double Tap (no Brasil: Zumbilândia: Atire Duas Vezes) é um filme de comédia de zumbi americano de 2019, dirigido por Ruben Fleischer e escrito por Rhett Reese, Paul Wernick e David Callaham. A sequência de Zumbilândia (2009), estrelada por Woody Harrelson, Jesse Eisenberg, Emma Stone e Abigail Breslin, reprisando seus papéis do primeiro filme, ao lado dos novos membros do elenco Rosario Dawson, Zoey Deutch, Avan Jogia, Luke Wilson e Thomas Middleditch.
A conversa sobre uma sequência de Zumbilândia começou antes do lançamento do primeiro filme, com Reese e Wernick sugerindo idéias e o elenco expressando seu desejo de fazer um segundo filme. Em 2017, um roteiro havia sido escrito e o elenco estava a bordo, e o filme foi confirmado em julho de 2018 pela Sony Pictures. O quarteto principal e o diretor Ruben Fleischer assinaram no mesmo mês, enquanto outros membros do elenco, incluindo Rosario Dawson e Luke Wilson, ingressaram no início de 2019.
Zombieland: Double Tap foi lançado nos Estados Unidos em 18 de outubro de 2019 pela Sony Pictures Releasing sob seu selo Columbia Pictures. Com um orçamento entre US$42–48 milhões, o filme recebeu críticas mistas dos críticos e arrecadou US $ 122 milhões em todo o mundo.

## Enredo
Dez anos após os eventos do primeiro filme, os sobreviventes Tallahassee, Columbus, Wichita e Little Rock se tornaram especialistas em identificar e eliminar zumbis e estabelecem seu novo lar na Casa Branca, agora abandonada. Columbus decide pedir Wichita em casamento usando o diamante hope, enquanto Tallahassee rejeita as esperanças de Little Rock de começar sua própria família. Na manhã seguinte, Tallahassee encontra um bilhete de Wichita e Little Rock, que partiram devido a Little Rock sentir que Tallahassee ainda a trata como uma criança e o medo de Wichita de que ela seja muito apegada a Columbus.
Um mês depois, enquanto explora um shopping, Columbus se surpreende com uma loira elegante chamada Madison, que sobreviveu a Zumbilândia sozinha, se escondendo a maior parte do tempo dentro do freezer de uma loja Pinkberry. Madison rapidamente irrita Tallahassee, mas Columbus a convida de volta para a Casa Branca, onde os dois fazem sexo. Ao retornar e descobrir que Columbus dormiu com Madison, Wichita explica que Little Rock partiu para Graceland com um pacifista de Berkeley e informa o grupo de "super zumbis" mais ágeis e duráveis. Temendo pela segurança de Little Rock, o grupo segue em direção a Graceland em uma minivan decadente.
Na estrada, o grupo tenta comandar um trailer de luxo, já que Columbus tem uma política estrita de "sem palhaços" que os impede de entrar em um caminhão de sorvete. Quando eles entram no trailer, o alarme dispara, causando um ataque de zumbis. Metodologicamente lutando em equipe, eles encontram um dos super-zumbis que leva vários tiros para morrer, levando Columbus a apelidá-lo de "T-800" da franquia O Exterminador do Futuro. Madison mostra sinais de "zumbificação", forçando Columbus a levá-la para a floresta para matá-la. O grupo chega a Graceland, mas a encontra em ruínas, o que incomoda muito Tallahassee, que é um grande admirador do Rei. No entanto, eles descobrem "a Besta", a limousine presidencial modificada de Tallahassee que foi roubada por Little Rock, em um motel com tema de Elvis nas proximidades, administrado por Nevada, que revela que Little Rock pegou outro veículo em direção a Babilônia, uma comunidade hippie. Ligados pelo amor que sentem por Elvis, Nevada e Tallahassee passam a noite juntos.
O grupo acorda e encontra a Besta sendo esmagada por um caminhão monstro dirigido por Albuquerque e Flagstaff, que se parecem muito com Tallahassee e Columbus. Os Super-zumbis chegam e Albuquerque explica que eles voltaram de sua jornada do oeste devido a hordas de super-zumbis se movendo para o leste. Enfrentando os super-zumbis sozinhos, os dois são mordidos, se transformam em zumbis e são mortos.
Saindo, o grupo encontra Madison, viva e dirigindo o caminhão de sorvete com tema de palhaço. Voltando ao grupo, ela explica que sua alergia à noz causou sintomas semelhantes à zumbificação. Em vez de matá-la, Columbus a poupou na floresta. O grupo chega à Babilônia, entrega suas armas e encontra Little Rock. Um Tallahassee satisfeito vai embora, apenas para encontrar uma horda de super-zumbis atraídos pelos fogos de artifício da comunidade e dirige de volta para avisar a todos. Deixado sem armas, Tallahassee elabora um plano para matar os zumbis com biodiesel explosivo e, em seguida, faz com que membros da comunidade, armados com escudos de barricada, encurralem os zumbis para fora do arranha-céu usando ele mesmo mesmo como isca.
A horda de zumbis é mais massiva que o esperado e o grupo está cercado e quase sobrecarregado. Felizmente, Nevada chega no caminhão monstro de Albuquerque, resgatando o grupo, embora o veículo logo capote. Subindo as escadas, os sobreviventes encurralam os zumbis no telhado em um corredor, fazendo com que o mortos corram por um único caminho e caiam do edifício. Tallahassee usa um gancho de guindaste de construção para ficar fora de alcance, mas os dois últimos zumbis agarram sua perna quando caem. Little Rock atira neles com uma pistola dada a ela anteriormente por Tallahassee, resgatando-o. Os dois se reconciliam e Wichita aceita a proposta de casamento de Columbus. Little Rock termina com Berkeley, que fica com Madison. Os dois ficam para trás, enquanto o grupo vai embora da Babilônia, acompanhado por Nevada. Colombo observa que eles finalmente encontraram um lar um no outro.
Em uma cena no meio dos créditos, Bill Murray testemunha o início do surto de zumbis dez anos antes, enquanto promove um terceiro filme do Garfield, antes de escapar matando vários zumbis. Em uma cena pós-créditos, Murray é mostrado anteriormente praticando a tosse com uma bola de pelos como uma piada em sua entrevista.

## Elenco
- Woody Harrelson como Tallahassee, o parceiro de confiança de Columbus.
- Jesse Eisenberg como Columbus, que sobrevive graças a um conjunto estrito de regras.
- Emma Stone como Krista / Wichita, uma sobrevivente endurecida que reluta em se estabelecer com Columbus.
- Abigail Breslin como Little Rock, a irmã mais nova rebelde de Wichita.
- Rosario Dawson como Nevada, proprietário de um motel com tema de Elvis.
- Zoey Deutch como Madison, uma loira burra.
- Avan Jogia como Berkeley, um pacifista, que Little Rock atende.
- Luke Wilson como Albuquerque, parceiro de Flagstaff cuja personalidade espelha Tallahassee.
- Thomas Middleditch como Flagstaff, o parceiro de Albuquerque que tem seu próprio conjunto de mandamentos para a sobrevivência.

Além disso, Bill Murray reprisa seu papel no primeiro filme como uma versão ficcional de si mesmo. Os repórteres de entretenimento Al Roker, Grace Randolph, Josh Horowitz e Lili Estefan participaram como versões ficcionais de si mesmos.

## Produção

### Desenvolvimento
Devido ao sucesso de Zombieland, os escritores Rhett Reese e Paul Wernick  planejaram logo uma possível sequência, com muito mais ideias que queriam explorar. "Nós adoraríamos, e todos os envolvidos criativamente querem fazer outro", disse Wernick. "Woody Harrelson veio até nós após o corte final da última cena, nos deu um abraço e disse: 'Eu nunca quis fazer uma sequência dos filmes anteriores que fiz, até este'." Wernick disse que planejava ter Jesse Eisenberg, Emma Stone e Abigail Breslin estrelando novamente, com Ruben Fleischer retornando como diretor e que os escritores tinham "toneladas de novas idéias em suas cabeças". Além disso, eles queriam transformar a comédia em uma franquia duradoura. "Gostaríamos muito de fazer várias sequências", afirmou Wernick. "Gostaríamos muito de vê-lo na televisão. Seria uma série de TV maravilhosa". A partir disso, eles escreveram um piloto de TV, estrelado por um elenco diferente, lançado em abril de 2013 na LoveFilm e Amazon Video.
Reese e Wernick admitiram que não estavam planejando uma sequência imediata, pois estavam envolvidos com outros projetos. Em novembro de 2009, o elenco original e o diretor estavam prontos para retornar, com Fleischer entusiasmado com a ideia de fazer a sequência em 3D. Harrelson e Eisenberg confirmaram, em fevereiro de 2010, que retornariam para a continuação da franquia. No mesmo ano, Fleischer afirmou que estaria trabalhando no roteiro e que os criadores teriam começado a procurar por outra "participação especial".
Em julho de 2011, Eisenberg disse que "não tinha certeza do que estava acontecendo" com a sequência, mas que os roteiristas estavam trabalhando em um roteiro para Zumbilândia 2. O ator expressou preocupação de que, talvez, uma sequência não fosse mais "relevante". Harrelson disse que também estava hesitante em fazer uma sequência, dizendo que "uma coisa é fazer isso quando saiu muito bom e fez muita gente rir, mas depois fazer uma sequência? Eu não sei. Eu não me sinto como um cara de sequências."
Em fevereiro de 2016, Reese e Wernick foram anunciados para escrever a sequência. Em agosto de 2016, Reese e Wernick confirmaram que estavam trabalhando em Zumbilândia 2 e se encontrando com Woody Harrelson para discutir o filme, enquanto afirmavam que "todo o elenco está muito animado".
Em março de 2017, foi revelado que o roteiro de Zumbilândia 2 havia sido concluído, com Wernick e Reese afirmando:
| “ | “Está [em desenvolvimento ativo]. Estamos tentando seguir adiante. Todo o elenco leu o roteiro e o adorou. Ruben está dentro. É apenas uma questão de negociar com o elenco e fazer um número de orçamento. Agora, todos do elenco se tornaram super-estrelas, fizemos Zumbilândia com 20 milhões, por isso estamos tentando encaixar esse modelo financeiro no modelo da sequência, para que faça sentido para o estúdio e poder pagar aos atores o que eles agora recebem e merecem receber. Vemos Tom Rothman com bastante frequência agora e estamos incomodando esse cara. Ele diz, 'Por favor, chega dessa conversa sobre Zumbilândia!' Estamos incomodando-o da mesma maneira que incomodamos a Fox em Deadpool. Não vamos deixar passar. Nós realmente queremos ver Zumbilândia 2.” | ” |

Em maio de 2018, Woody Harrelson disse que esperava que o filme estivesse em produção no início de 2019 e fosse lançado a tempo do aniversário de 10 anos.

### Pré-produção
Em 13 de julho de 2018, Zombieland: Double Tap entrou, oficialmente, em pré-produção pela Sony Pictures. Ruben Fleischer voltaria a dirigir enquanto Eisenberg, Harrelson, Stone e Breslin finalmente assinaram para reprisar seus papéis. Sanford Panitch, presidente da Columbia Pictures, declarou em um comunicado à imprensa:
| “ | “Esse é um daqueles projetos que os fãs queriam que acontecesse há muito tempo - e ninguém queria que isso acontecesse mais do que Emma [Stone], Woody [Harrelson], Jesse [Eisenberg] e Abigail [Breslin]. Estes são alguns dos atores mais procurados, e acho que eles estão fazendo este filme porque amam esses personagens. Estamos muito felizes que Ruben [Fleischer] estava disposto a voltar para dirigir a sequência, pois seu trabalho em Venom foi realmente incrível. " | ” |

Em novembro de 2018, Zoey Deutch e Avan Jogia se juntaram ao elenco. Em dezembro de 2018, foi confirmado que Bill Murray retornaria para a sequência, mais uma vez interpretando uma versão fictícia de si mesmo. Em janeiro de 2019, Rosario Dawson se juntou ao elenco do filme. Thomas Middleditch e Luke Wilson integraram o elenco em fevereiro.

### Filmagem
As filmagens começaram em 19 de janeiro de 2019, em Atlanta, Geórgia e a produção primária terminou em 15 de março de 2019. O edifício usado para a comunidade Babilônia está localizado em Atlanta, perto do cruzamento dos espaguetes. Foi usado por um hotel por muitos anos, mas agora está abandonado.

## Lançamento
O filme foi lançado nos Estados Unidos em 18 de outubro de 2019 e no Brasil em 24 de outubro. Em todo o mundo, a Sony gastou cerca de US $ 60 milhões em impressões e publicidade para o filme.

### Home media
Zombieland: Double Tap foi lançado em Digital HD em 24 de dezembro de 2019 e em DVD, Blu-ray e Ultra HD Blu-ray em 21 de janeiro de 2020.

## Recepção

### Bilheteria
Em 16 de janeiro de 2020, Zombieland: Double Tap arrecadou US $ 73,1 milhões nos Estados Unidos e Canadá e US $ 49,7 milhões em outros territórios, totalizando um total mundial de US $ 122,8 milhões.
Nos Estados Unidos e no Canadá, o filme foi lançado juntamente com Malévola: Dona do Mal e foi projetado para arrecadar entre 25 e 30 milhões de dólares de 3.468 cinemas em seu primeiro fim de semana. O filme faturou US $ 10,2 milhões em seu primeiro dia, incluindo US $ 2,85 milhões nas exibições de quinta à noite. Ele estreou com US $ 26,8 milhões, terminando em terceiro, atrás de Malévola e Coringa.  Em seguida, caiu 56% em seu segundo final de semana para US $ 11,8 milhões, terminando em quarto, e faturou US $ 7,4 milhões em seu terceiro fim de semana, terminando em sexto.

### Crítica
No Rotten Tomatoes, o filme possui uma classificação de aprovação de 68% com base em 232 avaliações, com uma classificação média de 6.21 / 10. O consenso crítico do site diz: "Zombieland: Double Tap compensa a falta de novos cérebros com uma reunião agradável que recupera o espírito do original e acrescenta algumas reviravoltas divertidas". No Metacritic, o filme tem uma média de ponderação de 56 em 100, com base em 37 críticas, indicada "análises mistas ou médias". O público pesquisado pela CinemaScore atribuiu ao filme uma classificação média de "B+" na escala A+ a F, abaixo do "A-" recebido pelo primeiro filme, enquanto os do PostTrak atribuíram a ele quatro de cinco estrelas e 64% de "recomendação definitiva".
Richard Roeper, do Chicago Sun-Times, elogiou as performances, dizendo: "Elas são fantásticas, mas Emma Stone, em particular, mata com uma performance aguçada, engraçada e cativante como Wichita, cínica e testada em batalha, que é destemida no que diz respeito para enfrentar zumbis, mas aterrorizado quando se trata de se comprometer totalmente com uma conexão humana". Simon Thompson, da IGN, também elogia as performances, escrevendo: "Zombieland: Double Tap é uma revolta, e muito disso é devido a Zoey Deutch e sua personagem, Madison. Embora não atinja o status clássico por si só, quando se trata de sequências que fazem justiça ao filme original, está lá em cima. Vale a pena esperar, seu tempo e seu dinheiro".
Kate Erbland, da IndieWire, deu ao filme um "C+", dizendo: "Zombieland: Double Tap ainda encontra espaço para grandes risadas (o emparelhamento de Eisenberg e Harrelson continua maluco e divertido), uma participação especial nos créditos e a batalha final, na qual o número de corpos aumenta para números ridículos. Mas, após 10 anos de antecipação, seria bom ver um filme de zumbi com mais em mente do que a mesma rotina de mortos-vivos pateta". Peter Debruge, da Variety, escreveu: "Os zumbis evoluíram [...] a comédia nem tanto" e "Aqui, o humor transforma cada assassinato em uma piada doentia, e enquanto os roteiristas fazem um bom trabalho em fazê-los engraçados, como desenhos macabros nos quais Wile E. Coyote pode se recuperar de ferimentos impensáveis, o tom do filme nega um respeito fundamental pela vida humana. Sim, sim, é apenas um filme, você diz. Mas, como nos videogames de tiro em primeira pessoa, o título Double Tap do filme faz referência, a sociedade não pode simplesmente se sentar passivamente e aceitar uma atitude que zomba do pacifismo e diminui a violência extrema. Ou então somos os zumbis, e a piada é nossa."

## Outras mídias

### Video-game
Um jogo para celular intitulado Zombieland: Double Tapper, foi lançado juntamente com o filme estrelando os personagens.
O filme também possui um jogo de tiro duplo chamado Zombieland: Double Tap - Road Trip. Desenvolvido pela High Voltage Software e publicado pela GameMill Entertainment e pela Maximum Games na América do Norte e na Europa, respectivamente, foi lançado em 15 de outubro de 2019 para Microsoft Windows, Nintendo Switch, PlayStation 4 e Xbox One, três dias antes do lançamento do filme nos EUA.

### Halloween Horror Nights
Zombieland: Double Tap foi apresentado como uma atração de horror no Universal Studios Florida: Halloween Horror Nights. A atração incluía a limusine presidencial modificada, "Besta", que é vista no filme.